# بکوروبو
بکوروبو (به لاتین: Bekorobo) یک منطقهٔ مسکونی در ماداگاسکار است که در بتروکا واقع شده‌است. بکوروبو ۶٬۰۰۰ نفر جمعیت دارد و ۹۵۷ متر بالاتر از سطح دریا واقع شده‌است.